# 死神聖物

死神聖物的符號：三角代表隱形斗篷、圓形代表重生石、中間的直線則代表接骨木魔杖

死神聖物（英語：Deathly Hallows），是奇幻小說《哈利波特》系列中的三項魔法物品，分別為接骨木魔杖、重生石和隱形斗篷，據說當由一個人同時擁有三件死神聖物時，他就能夠主宰死亡。死神聖物從第一部《神秘的魔法石》起開始陸續出現，但這個詞彙直到第七部《死神的聖物》才被提及，對於故事有承先啟後的重要功用。
死神聖物通常作為巫師童話〈三兄弟的故事〉的一部分而被記住，並且隨著時間的推移變成了神話，但包括鄧不利多在內的少數巫師相信它們的存在並持續它們。根據J·K·羅琳的說法，死神聖物誕生的故事以傑弗里·喬叟的《赦免者的故事》為基礎。

## 背景
《吟遊詩人皮陀故事集》的〈三兄弟的故事〉敘述三個巫師兄弟出外旅行，在經過常有人淹死的一條河邊時施展魔法變出一條橋過河，引來生氣的死神現身，但狡猾的死神假裝向三兄弟道賀，稱讚他們法力高強，並宣稱要一人送一件禮物。好大喜功的大哥要求一根世上最強大的魔杖，死神走到河邊一棵接骨木旁，用垂掛下來的樹枝做了一根魔杖交給大哥；生性傲慢的二哥要求死神賦予他召回死者的權力，於是死神從河邊撿起一塊石頭交給二哥，告訴他這塊石頭有召回死者的力量；最後，死神問三弟想要什麼東西時，不信任死神的弟弟要求一件使他在離開這地方以後，不必擔心死神跟蹤的寶物，死神只好很不情願地交出自己身上的隱形斗篷（電影是將隱形斗篷分了一部份給他）。三兄弟分道揚鑣後，大哥因為接骨木魔杖的威力引人嫉妒，被人割喉並盜走魔杖。二哥召回了死去的情人，但她不是真的復活，而是徘徊在生死之間的矛盾狀態，二哥失望又痛苦地自殺殉情。三弟靠著隱形斗篷躲過死神，直到老死前將斗篷交給兒子，才欣喜地告別人世。
由於這個故事，巫師通常視接骨木魔杖、重生石跟隱形斗篷為死神的聖物，傳說三件聖物若是集合便能主宰死亡，因此千百年來有無數的追尋者探查這三件聖物的下落。鄧不利多、贊諾·羅古德等人認為死神聖物並非真正的死神法寶，而是三名傑出的巫師兄弟所製造的魔法物品，製造出死神聖物的三兄弟則普遍被認為是皮福雷三兄弟。三件死神聖物中接骨木魔杖以線形代表；重生石以圓形代表；隱形斗篷以三角形代表。這三個圖型組成的符號被黑巫師蓋勒·葛林戴華德引為自己的標記。因此，就如維克多·喀浪般的許多巫師，他們都誤以為那是黑魔法的象徵。
鄧不利多一直在尋找死神聖物，最初據說它們被賦予的力量，鄧不利多於年輕時是葛林戴華德的朋友，但後來為了挽回妹妹意外死亡的手段而反目。他最終得出的結論為他「不配」擁有它們。鄧不利多認為哈利可以成為一個更「值得的」保管者，但也擔心哈利會被它們的力量迷住，因此以迂迴的方式引導哈利找到它們。
據稱傳說中的那根魔杖擁有無與倫比的力量。由於佛地魔之前的魔杖殺不死哈利·波特，佛地魔一直在尋找它。他沒意識到那根魔杖本就是三件死神聖物之一，也沒有尋找另外兩個死神聖物。他擁有重生石，但只是將其用作分靈體。鄧不利多說即使佛地魔得知它們存在，他懷疑佛地魔會否對斗篷和石頭感興趣。
哈利最終得到了全數三件死神聖物。不過，哈利之所以能夠在《死神的聖物》躲過索命咒，並不是因為持有死神聖物，而是因為佛地魔用了哈利的血重塑自己的身體，讓他們共享了哈利母親莉莉·伊凡留下的保護咒，再加上哈利同時也是分靈體，藏有佛地魔的靈魂。這一發索命咒也成功消滅了哈利體內的靈魂碎片。

## 接骨木魔杖

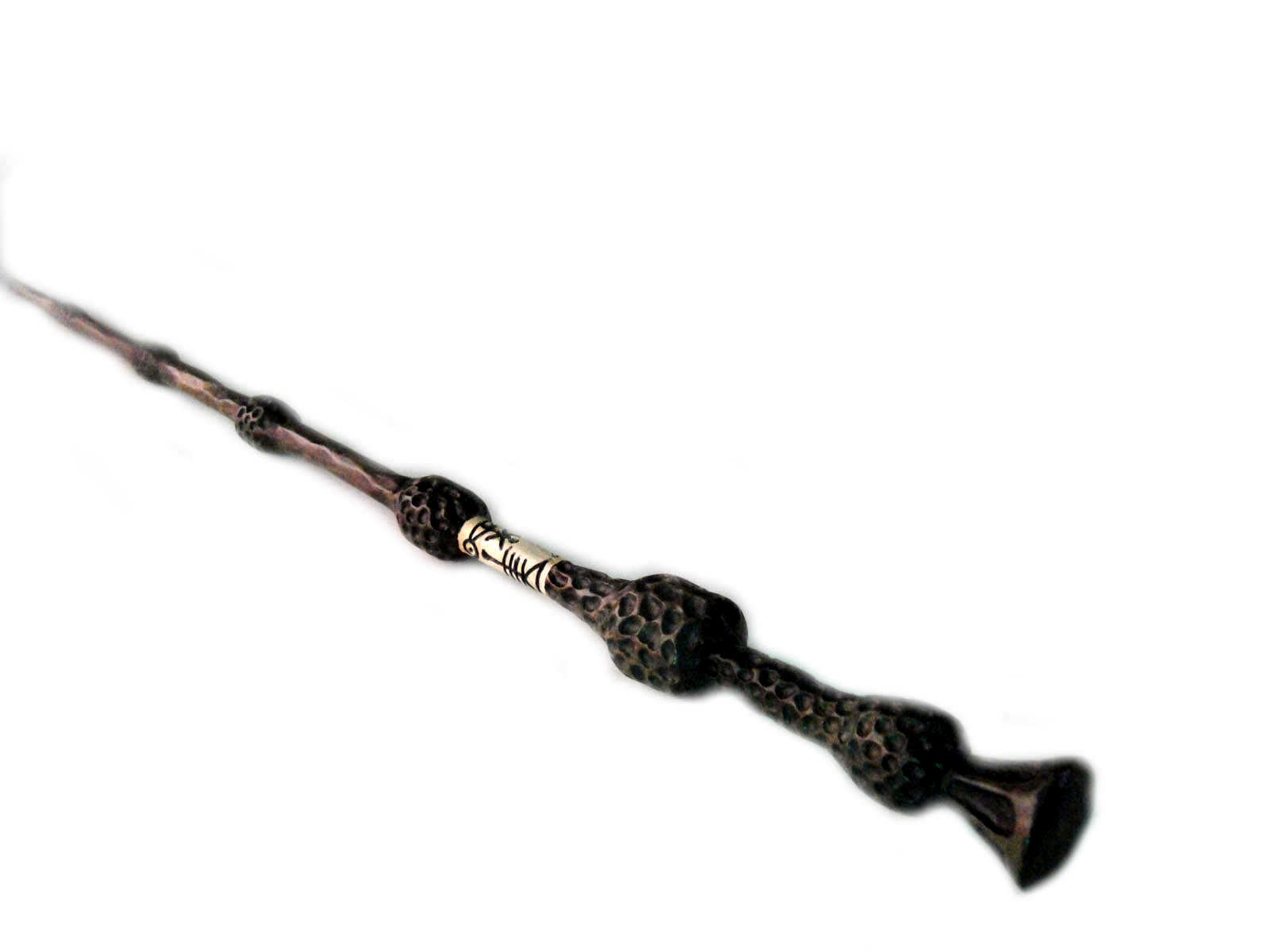
接骨木魔杖

接骨木魔杖（Elder Wand），在歷史上被稱作死神魔杖（The Deathstick）或命運之杖（Wand of Destiny）。它是一種以騎士墮鬼馬（Thestral）的尾羽毛為杖芯製成15英吋長的接骨木魔杖，是一種擁有力量極強的魔杖。這是在三件死神聖物中流傳最廣、最多相關消息的一件，許多魔法界知名決鬥中的魔杖都是它，甚至不知道死亡聖物的魔法界人士都曾聽聞過這支魔杖的存在。
接骨木魔杖多次在不同巫師間轉手，而擁有豐富的知識、極強大的法力（能完美復修哈利斷成兩截的冬青木魔杖），因此能完成一些常人難以做到的魔法。經過了一連串爭奪魔杖的鬥爭，接骨木魔杖在近代從穆齊夫·葛果羅威那裡落入黑巫師蓋瑞·葛林戴華德手中，直到鄧不利多於1945年的決鬥擊敗他後才取而代之。
根據魔法世界的民間傳說，巫師只能殺掉前任主人來贏得這支魔杖的效忠，因此其「血跡已濺滿於巫師世界歷史的書頁上」，使其成為最容易被驗證為真正存在的聖物。然而，哈利·波特從奧利凡德先生那裡發現魔杖製造者們認為主流的理解並不正確的：接骨木魔杖實際上會在其前任主人被擊敗或解除武裝時轉移忠誠（不一定是殺死其前任主人），否則它永遠不會完全效忠新主人。魔杖也有一定感知能力（如同所有魔杖），不容許自己傷害真正的主人。若主人在未被擊敗，或解除武裝的情況下自然死亡，接骨木魔杖的特殊力量會隨著主人逝去而消失，因為它從來沒有被人贏走。
鄧不利多猜想到佛地魔會找尋它對付哈利，提前做了安排。鄧不利多與石內卜合謀使他看起來被謀殺，因為是自願接受死亡而非被戰勝，如此一來可讓魔杖沒有繼承人而法力消失。出乎意料之外，跩哥·馬份先一步在天文塔找到鄧不利多並施以繳械咒偷襲，使所有權落到跩哥·馬份身上（雖然他完全不知道自己已經是主人）以致計劃失敗。魔杖被埋於鄧不利多的墳墓裡，但馬份成為了魔杖的新主人。後來哈利在馬份莊園「搶奪」跩哥·馬份手中的三根魔杖，使接骨木魔杖的所有權隨著馬份原有的山楂木魔杖一併轉移到哈利身上（還有一種說法是哈利在跩哥·馬份對鄧不利多實施繳械咒後，又對馬份使用繳械咒，接骨木魔杖的法力就傳到了哈利的身上），當佛地魔在禁忌森林使用接骨木魔杖施行奪命咒殺害哈利時，只殺掉「自己一部分附在他身上的靈魂」（也沒有違反哈利波特意志），最終決戰再次使用時，咒語被繳械咒反彈回喪失所有分靈體保護的他自己身上而當場身亡。
小說最後，哈利波特決定一輩子不再使用接骨木魔杖，任由其在自己死後喪失法力，並且把它埋回鄧不利多的墳墓。電影中，哈利把魔杖折成兩半，扔到霍格華茲橋下的廢墟以絕後患。
J·K·羅琳在一次訪談透露，的第一版標題為「哈利波特與接骨木魔杖」。
已知主人：
- 安提歐·皮福雷：三兄弟老大
- 殺死安提歐·皮福雷的巫師
- 邪惡的艾摩利（Emeric the Evil）
- 卓越的艾格伯（Egbert the Egregious）
- 高德拉（Godelot）：古代巫師，寫出了一本危險的黑魔法書籍《極惡魔法》（Magick Moste Evile）。
- 希爾沃（Hereward）
- 巴拿巴·德伏里（Barnabas Deverill）
- 盧錫斯（Loxias）
- 阿卡士（Arcus）或厲衛司（Livius）（可能）
- 穆齊夫·葛果羅威
- 蓋瑞·葛林戴華德
- 阿不思·鄧不利多
- 湯姆·瑞斗：僅為盜取後持有，並未獲得主權與使用權。
- 跩哥·馬份：鄧不利多死後真正的持有者。
- 哈利·波特：最後一任持有者。

## 重生石

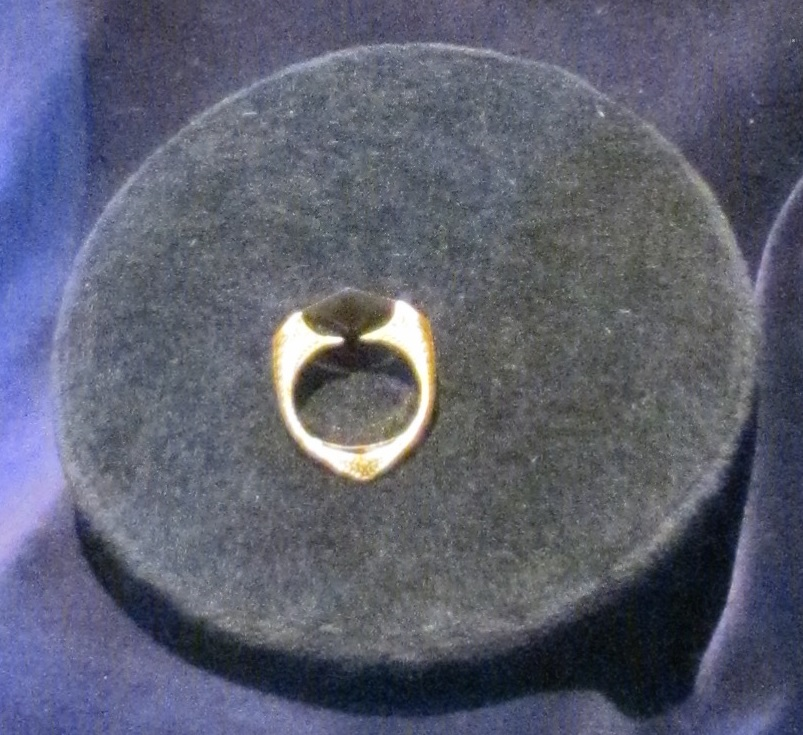
魔佛羅·剛特的戒指

重生石（Resurrection Stone）能夠讓擁有人以半實體的形式把已故的親人帶回自己身邊，並能與他們溝通。重生石所產生天狼星·布萊克的影像告訴哈利，重生石所產生的他和其他人都是哈利的一部分，而其他人是看不見的。這似乎表明這些幻影是從記憶中召喚出來的，並不是真正復活的人。
這塊石頭由〈三兄弟的故事〉中的二哥卡德馬．皮福雷（Cadmus Peverell）傳至魔佛羅·剛特（Marvolo Gaunt）的手中時，它被鑲嵌在一個帶有死亡聖物符號的象徵家族戒指上，不知情的剛特誤信這就是皮福雷家的紋章，並對它珍而重之；他以這枚戒指來吹噓自己的祖先與血統純潔。鄧不利多與葛林戴華德都想得到這塊魔法石，但出於不同的原因：鄧不利多希望使用它跟死去的家人交流，但據稱葛林戴華德打算用它來創建一支像喪屍一樣的陰屍（Inferi）軍隊。哈利說這是他最想要的聖物，就如鄧不利多一樣，他可以說出他想再次與之交流的人。
佛地魔意識到戒指的古老性，決定用作分靈體，然而他並不知道那顆魔法石還有額外的魔法。在佛地魔取得戒指後，將它變成了分靈體並把詛咒施加於其中並收藏在剛特已毀的小屋內。鄧不利多從魔佛羅的莊園找到了戒指，認出它既是分靈體又是其中一件死神聖物，戒指上的寶石正是重生石。鄧不利多忘記了戒指是分靈體的容器，這很可能是受到佛地魔詛咒的保護，於是鄧不利多被慾望蒙蔽，試圖利用重生石跟已故的家人交談，被施加在戒指上的詛咒所傷。詛咒毀了他的手，並蔓延至他的全身。雖然蔓延部分被石內卜以魔法局限於手，但鄧不利多註定了最多只剩下一年的壽命。
在《死神的聖物》中鄧不利多將重生石藏在哈利第一次抓到的金探子裡，當成遺物贈予哈利，跟一句話「我在結束時開啟」。直到哈利面對佛地魔的追殺想著自己快要死亡時，才領悟這句話打開了金探子發現裡面的重生石。重生石讓詹姆、莉莉、天狼星和路平的靈魂出現並帶給他勇氣面對佛地魔。最後哈利把重生石丟在禁忌森林中，並決定不去尋找它，而鄧不利多的畫像稱讚那是正確的選擇。
已知主人：
- 卡德馬·皮福雷：三兄弟老二
- 卡德馬的後裔——剛特家族
- 魔佛羅·剛特
- 魔份·剛特
- 佛地魔
- 阿不思·鄧不利多
- 哈利·波特

## 隱形斗篷

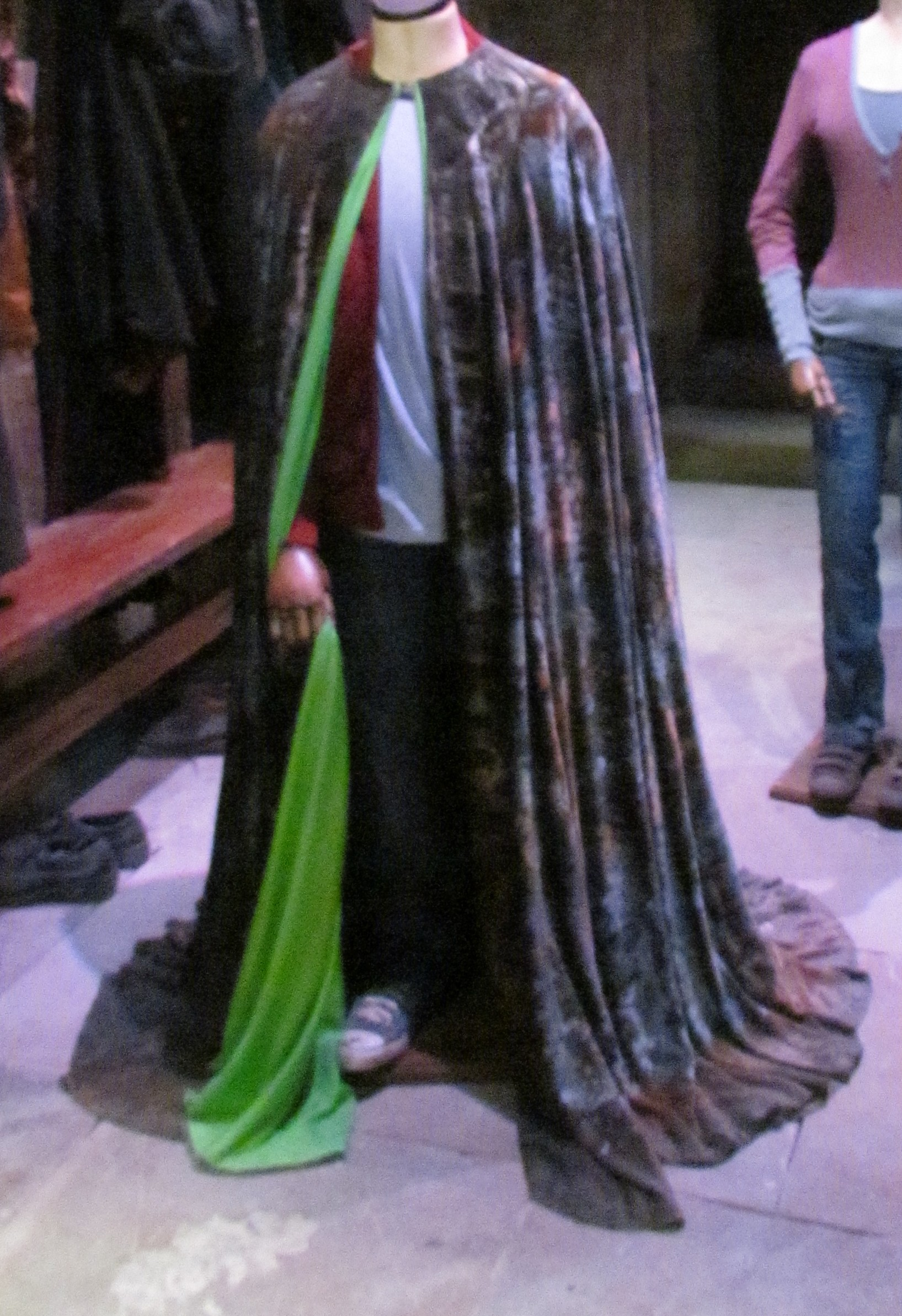
隱形斗篷

這是一件真正的隱形斗篷（Cloak of Invisibility / Invisibility Cloaks），完全沒有任何缺點（永不磨損、不受任何咒語撕裂、影響，且具有永久性無法被識破的隱形效果）。正常的隱形斗篷的效用只有2到3年。
這件隱形斗篷最初屬於〈三兄弟的故事〉中的三弟伊諾特·皮福雷（Ignotus Peverell）。在他死後，斗篷透過父傳子的方式傳到皮福雷的後代，來到其孫女—高錐客洞的伊奧嵐·皮福雷（Iolanthe Peverell），她嫁給格洛斯特郡波特家的哈德溫·波特（Hardwin Potter），然後直至傳給詹姆·波特。在詹姆·波特被殺前夕，因鄧不利多發現這件斗篷正是他找尋多年的死神聖物之一而借去研究。十年後，鄧不利多在哈利·波特在霍格華茲的第一年將這件斗篷以聖誕禮物的方式還給哈利。
哈利在整個系列中都有使用這件斗篷，以便於學校周圍冒險、躲開佛地魔的追殺。哈利的父親也曾經將這件斗篷用於類似目的。最後，哈利把隱形斗篷保留下來，想著有一天可能會把它傳給自己的孩子。
雖然麻瓜和巫師看不見穿著者，有些生物能察覺到隱藏在下面的人，穿著者也能夠被揭示人類存在的咒語檢測得到。以下是書中曾出現過的案例：
- 中，當康尼留斯·夫子來到海格的小屋把海格帶到阿茲卡班監獄，魯休思·馬份把鄧不利多的停職信交到他手上。二人交談時，鄧不利多感應到哈利與榮恩在海格小木屋的下方[2]。
- 中，石內卜被哈利跟踪時發覺很可疑，他甚至伸出手去抓住空氣；鄧不利多警告：催狂魔對人類的感知不受隱形斗篷影響，因為它們是盲的，只通過情感感知人類的存在[10]。
- 中，假瘋眼繆敵（小巴提·科羅奇）和海格聊天時用魔眼發現哈利，他告訴哈利是有一些可以看透隱形斗篷的方法；哈利披著隱形斗篷被困在惡作劇樓梯裡時，管理員飛七的貓，拿樂絲太太，眼睛一直盯著哈利看（其實哈利不太確定隱形斗篷對貓有沒有用，但在電影中，疑似對貓沒有用，拿樂絲太太當時有追著他跑）。
- 中，儘管哈利穿著隱形斗篷，但他無意中移動了附近的物件，使馬份意識到他正在其火車車廂裡，並成功地利用全身鎖咒[錨點失效]（Petrificus Totalus）使哈利全身動彈不得。
- 戲劇《哈利波特—被詛咒的孩子》中，哈利把其隱形斗篷傳給長子詹姆·天狼星·波特，並指他「從那時起就一直在談論隱形斗篷」，然而，那件隱形斗篷被詹姆的弟弟阿不思·波特偷了，用來躲避霍格華茲的惡霸。

在結局，鄧不利多向哈利解釋這件斗篷真正的魔法在於可以屏障、保護其主人和其他人。
已知主人：
- 伊諾特·皮福雷：三兄弟老三
- 伊諾特·皮福雷的兒子
- 艾歐蘭斯·皮福雷：伊諾特的孫女，婚後改姓波特
- 伊諾特的後裔——波特家族
- 詹姆·波特：哈利波特父親
- 阿不思·鄧不利多：保管，不算是正式主人
- 哈利·波特
- 詹姆·天狼星·波特：哈利波特的大兒子

## 靈感
作者J·K·羅琳在紀錄片《哈利波特：一段魔法史》中談到，從前她觀看電影《大戰巴墟卡》時，片中不時出現的共濟會符令她印象深刻，這個符號可能影響了她設計的死神聖物標誌，羅琳說：「在潛意識的某個角落，它們的確有關聯。」